# إبرو (فلوريدا)
إبرو (بالإنجليزية: Ebro)‏ هي مدينة أمريكية تقع في ولاية فلوريدا. تبلغ مساحتها 8.3 (كم²) وعدد سكانها 250 نسمة حسب إحصاء سنة 2010 م. تشير إحصاءات سنة 2000م بأن الكثافة السكانية في هذه المدينة تقدر بـ(30.1) نسمة/كم2.